# Фенилтриазини
Фенилтриазините са клас молекули, съдържащи фенилна и триазинова група, с фармакологично значение. Например ламотригинът е вид фенилтриазин, използван като антиконвулсивно лекарство за облекчаване на епилепсия и стабилизиране на състоянието при биполярно разстройство.